# 황제전

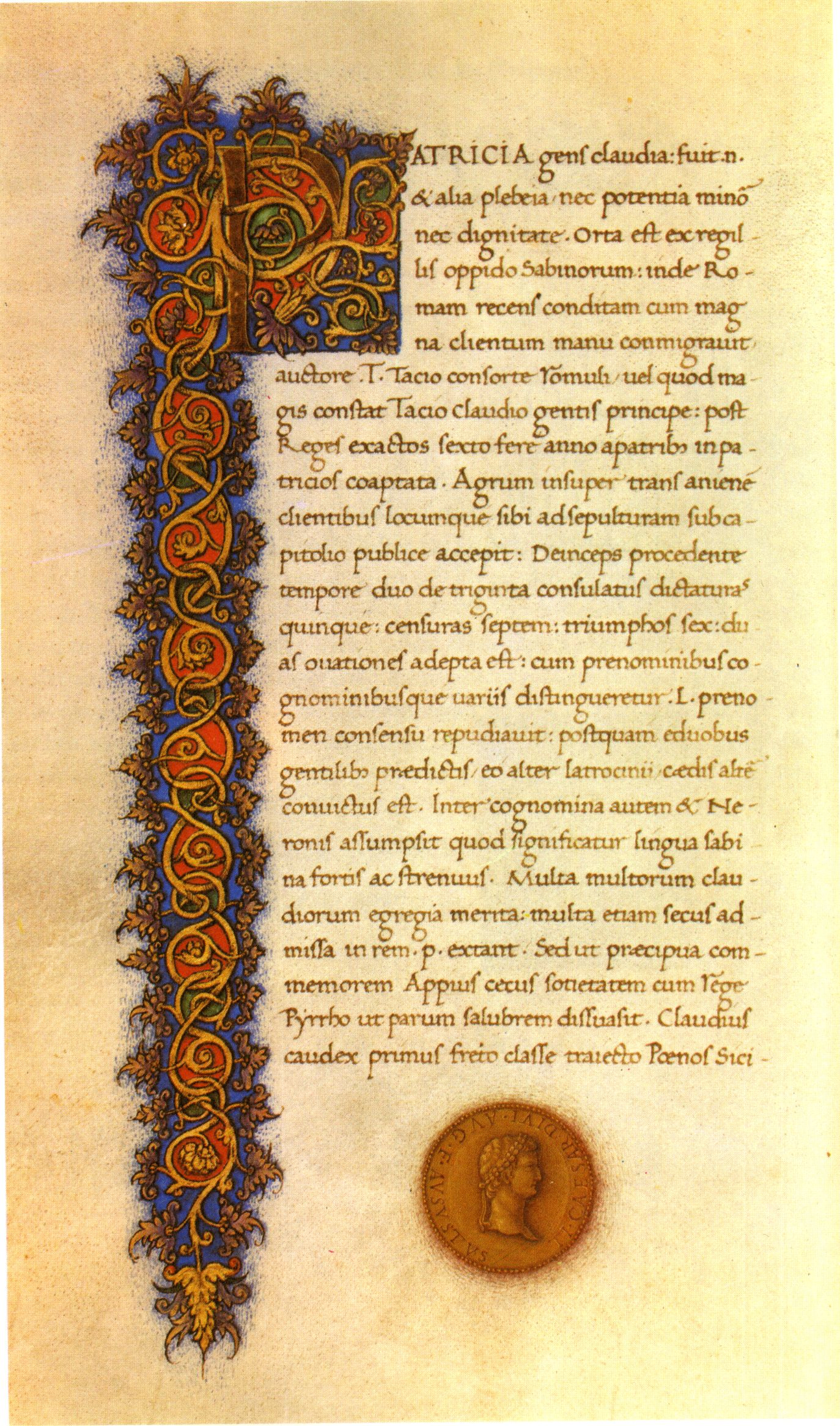
1477년

황제전(De vita Caesarum)은 수에토니우스의 작품이다.
카이사르의 전기와 아우구스투스 황제(재위 기원전 27-14)부터 도미티아누스 황제(재위 81-96)까지 11명의 황제 전기를 담고 있다. 내용은 주로 소문과 구전에 바탕을 둔 일화집으로 매우 재미가 있다.
이 작품이 전기의 역사에서 차지하는 지위는 중요하다. 그 이유는 수에토니우스 이후의 역사 기술이 전기적 경향을 띠게 된 것은 이 작품 때문이며, 나아가서는 중세의 그리스도교 작가나 르네상스의 역사가에게까지 영향을 미치고 있기 때문이다.